# 旭川地方検察庁
旭川地方検察庁（あさひかわちほうけんさつちょう）は、北海道旭川市にある日本の地方検察庁の一つで、北海道のうち上川、空知北部、オホーツク北部、宗谷、留萌の各振興局管内を管轄している。略称は、旭川地検（あさひかわちけん）。名寄、紋別、留萌、稚内に支部を置いている。ただし、留萌支部は本庁内で業務を行っている。

## 所在地
- 本庁・留萌支部 - 旭川市花咲町4丁目 旭川地方法務合同庁舎　北緯43度47分32.4秒 東経142度22分22.4秒 / 北緯43.792333度 東経142.372889度
JR函館線・宗谷線・富良野線 旭川駅からバスに乗車20分 「花咲町4丁目」バス停にて下車、徒歩2分
（旭川電気軌道：旭川駅前バスタッチ5番のりば ［6］花咲・末広線、［81］末広･医大線）
（道北バス：ワシントンホテル前22、23番のりば ［15］末広7丁目線、［106］末広3丁目循環線等）
- 名寄支部 - 名寄市西5条南10丁目2-91　北緯44度20分45.8秒 東経142度27分21.1秒 / 北緯44.346056度 東経142.455861度
JR宗谷線 名寄駅から徒歩15分
- 紋別支部 - 紋別市潮見町1丁目5　北緯44度21分23.8秒 東経143度21分4.5秒 / 北緯44.356611度 東経143.351250度
JR北海道バス・名士バス・北紋バス・北見バス・網走バス 紋別バスターミナルから徒歩5分
- 稚内支部 - 稚内市末広5丁目6-1 稚内地方合同庁舎3階　北緯45度23分59.5秒 東経141度42分7.6秒 / 北緯45.399861度 東経141.702111度
JR宗谷線 稚内駅から宗谷バス「駅前ターミナル」バス停に乗車、「潮見3丁目」バス停から徒歩約4分

## 管轄
| 本庁     | 旭川区検察庁   | 旭川市・上川郡（鷹栖町・東神楽町・当麻町・比布町・愛別町・上川町・東川町・美瑛町）     |
| 本庁     | 深川区検察庁   | 深川市・雨竜郡                                                                         |
| 本庁     | 富良野区検察庁 | 富良野市・空知郡（上富良野町・中富良野町・南富良野町）・勇払郡（占冠村）               |
| 名寄支部 | 名寄区検察庁   | 名寄市・士別市・上川郡（和寒町・剣淵町・下川町）・中川郡（美深町・音威子府村・中川町） |
| 名寄支部 | 中頓別区検察庁 | 枝幸郡                                                                                 |
| 紋別支部 | 紋別区検察庁   | 紋別市・紋別郡（滝上町・興部町・西興部村・雄武町）                                     |
| 留萌支部 | 留萌区検察庁   | 留萌市・増毛郡・留萌郡・苫前郡                                                         |
| 稚内支部 | 稚内区検察庁   | 稚内市・宗谷郡・利尻郡・礼文郡                                                         |
| 稚内支部 | 天塩区検察庁   | 天塩郡                                                                                 |